# Nina Östman
Nina Marie Kristina Östman, ursprungligen Marie Kristina Jansson, född 26 november 1954 i Sundbybergs församling i Stockholms län, är en svensk fotograf, konstnär och författare, först som Nina Ericson och sedan som Nina Östman.

## Biografi
Nina Östman är född i Sundbyberg och verksam i Sverige och utomlands. På 1990-talet studerade Östman vid konstvetenskapliga institutionen vid Uppsala och Stockholms universitet, Konstfacksskolan i Stockholm. Under 2000-talet har Nina Östman studerat fri konst vid Kungliga Konsthögskolan, samt agrarhistoria vid SLU i Uppsala.
Östman utbildade sig inom journalistik och reklam och började sin karriär på  Annons & Designbyrån Ericson & Co som under ledning av Hans Christer Ericson blev hennes praktiska skola där hon under sex år arbetade som copywriter och kreativ projektledare. Därefter utbildade hon sig som fotograf med stor påverkan av fotografer som Christer Strömholm och Anders Petersen. Hennes debututställning 1981 var på Galleri Camera Obscura, grundat av Lars Hall. Därefter har Nina haft ett dussintal separatutställningar och deltagit i lika många samlingsutställningar.
Östman blev 1986 medlem och delägare i Bildbyrån Bildhuset i Stockholm, senare köpt av Scanpix och hennes bilder har förekommit i ett stort antal medier och reklamsammanhang.
Under 1990-talet studerade hon vid konstvetenskapliga institutionen i Stockholm och Uppsala  och på Konstfackskolan i Stockholm. Under 2000-talet studerade hon fri konst vid Kungliga Konsthögskolan i Stockholm och agrarhistoria vid Statens Lantbruksuniversitet SLU.
Hon har givit ut 13 böcker i eget namn, det vill säga först som Nina Ericson och sedan som Nina Östman, företrädesvis om kläder, konst, kulturarv, byggnadsvård och trädgård och medverkat i ett antal antologier. Under 2000-talet har hon även arbetat med dokumentärfilmprojekt för SVT, Vad hände med Sörgårn? Hon har även arbetat med fotografiska och journalistiska uppdrag för ett stort antal uppdragsgivare inom månadspress, veckopress och dagspress som DN, Aftonbladet, Expressen, Hemslöjden, Turist, Tidningen Vi, Form, Arkitektur, Månadsjournalen, Gård & Torp, Lantliv.
Vid sidan av sitt arbete som fotograf och konstnär har Nina Östman på senare år varit projektledare för flera projekt inom bland annat kulturhistoria, odling och mat. Ett exempel är samarbetet med kocken Melker Andersson, Melkers Matbuss. Ett annat är skapandet av en offentlig plats, Hälsingegården med Lammkatedralen, med i biologisk mångfald, kretsloppstänkande och nordiska lantraser.
Åren 1980–1986 var hon gift med formgivaren HC Ericson (1945–2012) och fick dottern Sara-Vide Ericson (född 1983). Senare tog hon namnet Östman, som är hennes mors flicknamn. Åren 1998–2010 var hon gift med kulturjournalisten Anders Jansson (född 1963) med vilken hon har två döttrar.

## Representerad
Nina Östmans är representerad på Solna-, Sundsvall-, Örebro-, Bollnäs Kommun. Hälsinglands Museum. Länsmuseet i Gävle. Sundsvalls museum. Museum Anna Nordlander. Skövde Konstmuseum. Statens Konstråd. Nacka Församling, Landstinget Konst Gävleborg, Gävle Sjukhus. Konstföreningar.

## Separatutställningar (i urval)
- 2003 Nordica, Kunming, Kina (installation, fotografi)
- 2001 Galleri Kvarnen, Söderhamn
- 1998 Kulturhuvudstadsåret/SKS i /Nacka Kyrka, Stockholm
- 1997 Konstakademien/IASPIS, Stockholm ( skulptur, fotografi, video)
- 1996 Skövde Konsthall/Museum (fotografi)
- 1995 Museum Anna Nordlander, Skellefteå (fotografi, skulptur, måleri)
- 1994 Bollnäs Konsthall
- 1994 Sundsvalls Museum (fotografi, måleri, objekt)
- 1993 Rosendals Trädgård, Stockholm "Humus" (fotografi)
- 1990 Länsmuseet, Gävle (fotografi)
- 1993 Billedhuset Galleri, Köpenhamn
- 1988 Billedhuset Galleri, Köpenhamn
- 1986 Galleri Gauss, Stockholm (fotografi)
- 1985 Olle Olssonhuset ,Solna (fotografi, collage)
- 1981 Camera Obscura, Stockholm (fotografi)

## Konstvideor och kortfilmer
- 2009 Vad hände med Sörgårn? SVT
- 1997 Mating Dance (video i samarbete med dansaren Patrick King).
- 1997 Enfant Terrible (konstvideo)
- 1992 Helge & Gloria (konstvideo)
- 1990 Goddag min fru (konstvideo)